# Scarus prasiognathos
Scarus prasiognathos е вид бодлоперка от семейство Scaridae. Видът не е застрашен от изчезване.

## Разпространение и местообитание
Разпространен е в Австралия, Виетнам, Индия, Индонезия, Китай, Кокосови острови, Малайзия, Малдиви, Микронезия, Остров Рождество, Палау, Папуа Нова Гвинея, Провинции в КНР, Сейшели, Тайван, Тайланд, Филипини и Япония.
Обитава океани, морета, лагуни и рифове. Среща се на дълбочина от 1 до 25 m, при температура на водата от 28,5 до 29 °C и соленост 34,1 – 34,5 ‰.

## Описание
На дължина достигат до 70 cm.
Популацията на вида е стабилна.